# Tuo Lubuk Mengkuang
Tuo Lubuk Mengkuang is een bestuurslaag in het regentschap Bungo van de provincie Jambi, Indonesië. Tuo Lubuk Mengkuang telt 212 inwoners (volkstelling 2010).